# 今千春
今 千春（こん ちはる、男性、1951年3月 - ）は、日本の陶芸家。
新潟県長岡市に生まれる。武蔵野美術大学を卒業後、辻清明に師事、信楽焼を学ぶ。長岡市宮本町の工房「木火窯」で制作を行う。
1991年、焼き締め陶公募展入選。1992年、淡交ビエンナーレ茶道美術公募展家元賞（奨励賞）受賞、新潟光風会奨励賞受賞。黒田陶苑（東京都渋谷区）、伊勢丹本店（東京都新宿区）、松屋銀座（東京都中央区）などで個展を開催。
茶器、花器、酒器などジャンルは広く、信楽焼のほか、粉引、瀬戸黒など、さまざまな作品にチャレンジしている。また、書についてもいくつか作品を制作しており、陶芸作品の箱の蓋にも大きく記されている。
妻の今葉子も陶芸家で、夫婦で陶芸教室を開いている。